# Megazosterops palauensis
L'occhialino di Palau (Megazosterops palauensis (Reichenow, 1915)) è un uccello passeriforme della famiglia Zosteropidae.

## Distribuzione e habitat
La specie è un endemismo di Palau, in particolare delle isole di Ngeruktabl e Peleliu.